# کلارا سمب
کلارا سمب (به انگلیسی: Klara Semb) پژوهشگر فرهنگ‌عامه، رقصنده و استاد رقص فولک اهل نروژ بود. او در شهر اسلو به دنیا آمد. پدر او اوله سمب و مادرش آمالیه جانسن نام داشت. او روی موسیقی فولک مطالعه می‌کرد و کلاس‌های آموزشی رقص فولک برگزار می‌کرد. او مستندی دربارهٔ انواع گوناگون بوناد، پوشش دیرمانی نروژی، ساخت. او در سال ۱۹۵۴ میلادی نشان سلطنتی سنت اولاو را دریافت کرد.